# Domașiv, Kiverți
Domașiv (în ucraineană Домашів) este un sat în comuna Juravîci din raionul Kiverți, regiunea Volînia, Ucraina.

## Demografie
Componența lingvistică a localității Domașiv
     Ucraineană (99,6%)
     Alte limbi (0,4%)
Conform recensământului din 2001, majoritatea populației localității Domașiv era vorbitoare de ucraineană (99,6%), existând în minoritate și vorbitori de alte limbi.